# Operation Freakout

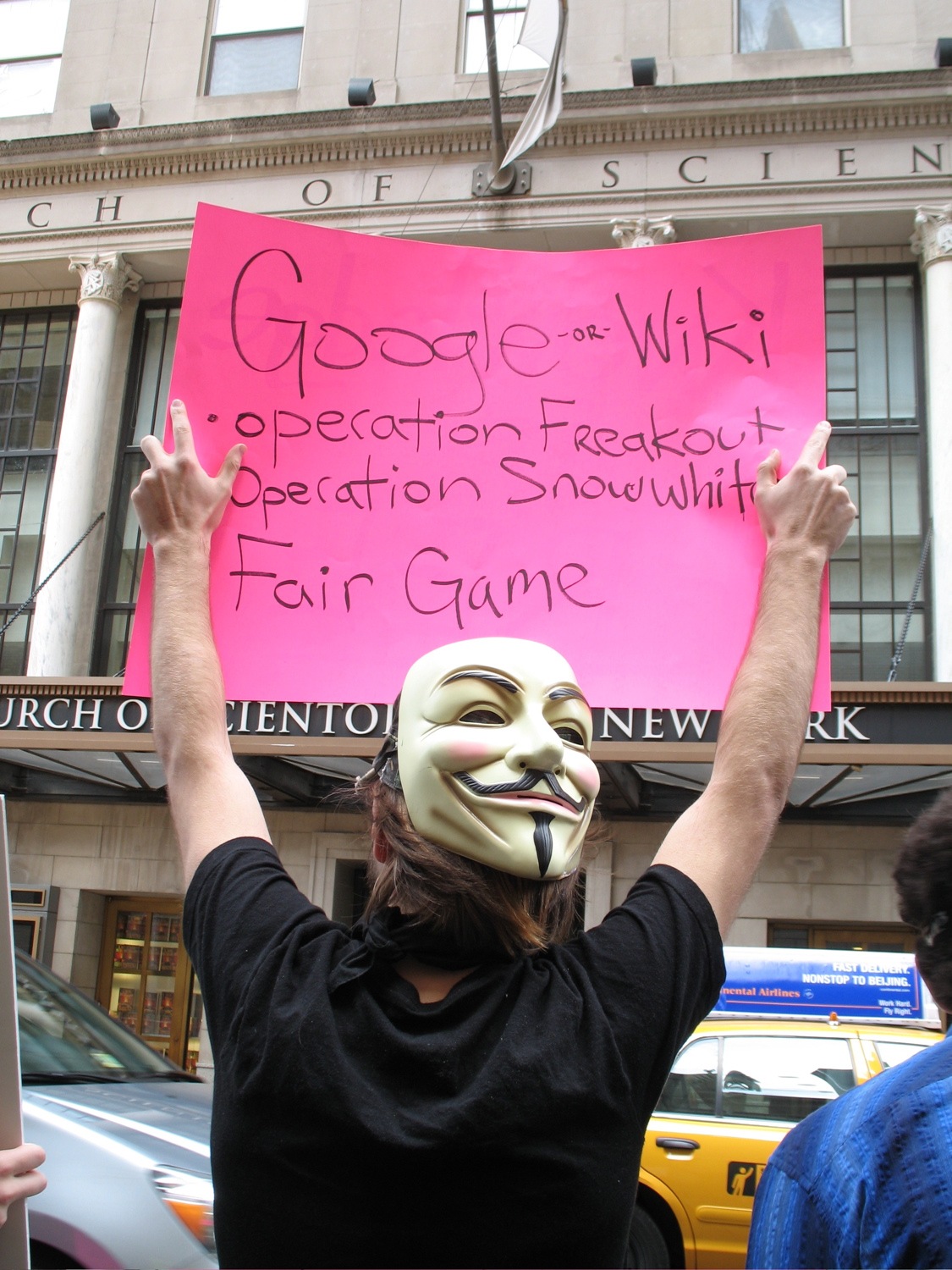
Anonymous-Aktivist mit Protestplakat, 2008

Operation Freakout, auch bekannt als Operation PC Freakout, ist der Deckname einer Serie von konspirativen Operationen der Scientology-Kirche gegen die US-amerikanische Autorin und Journalistin Paulette Cooper, nachdem diese 1971 das Scientology-kritische Buch The Scandal of Scientology veröffentlicht hatte. Nach Erscheinen des Buches beschlossen hochrangige Scientology-Funktionäre, Cooper mittels konspirativer, geheimdienstähnlicher Operationen anzugreifen und auszuschalten. Für eine weitere gegen Cooper gerichtete Operation wurden der Decknamen Operation Dynamite bekannt. Diese führten zu einer jahrzehntelangen Zermürbungskampagne gegen die Autorin.

## Vorgeschichte
Die Autorin Paulette Cooper hatte sich wiederholt kritisch mit der Scientology-Kirche auseinandergesetzt und Artikel zu diesem Thema veröffentlicht. Im Dezember 1969 erschien in dem britischen Magazin Queen ihr Artikel The Tragi-Farce of Scientology. Dies führte 1970 in Großbritannien zu einem Prozess gegen Cooper und das Magazin. 1971 erschien Coopers Buch The Scandal of Scientology, durch das sie für die Scientology-Kirche zu einem hochrangigen Ziel wurde.

## Planung

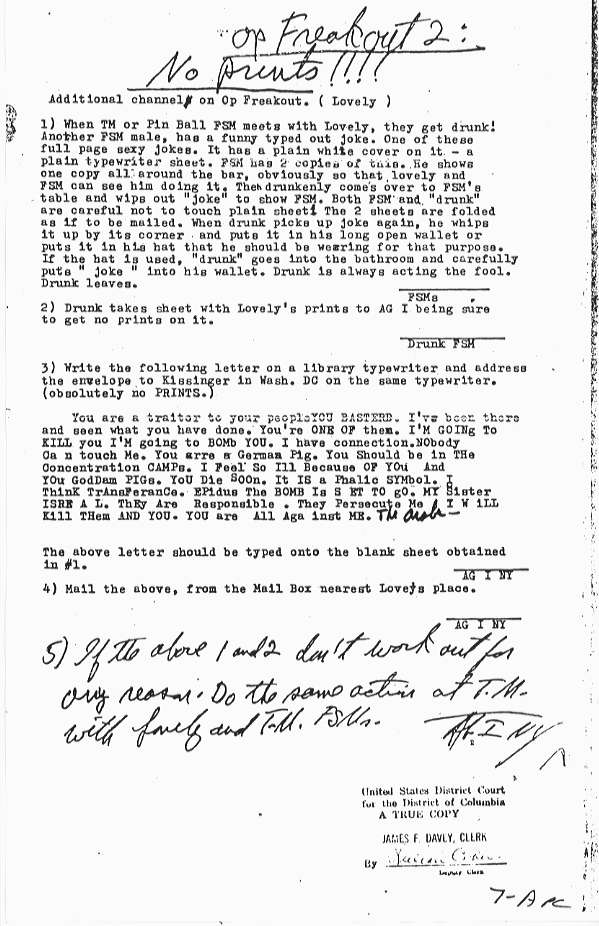
Plan zur Erlangung von Fingerabdrücken Coopers

Am 29. Februar 1972 erteilte Jane Kember, Leiterin des Scientology-Geheimdienstes Guardian Office Worldwide, die Anweisung, das Umfeld von Paulette Cooper auszuforschen. Im März 1976 wurde in Scientology-internen Dokumenten eine „Operation Dynamite“ erwähnt, die sich gegen Cooper richtete. Ebenfalls 1976 entwickelten namentlich bekannte hochrangige Scientology-Funktionäre verschiedene Pläne gegen Cooper. Es sind sechs Teilpläne dokumentiert, deren ausdrückliches Ziel darin bestand, Cooper „in einer psychiatrischen Einrichtung oder einem Gefängnis einsperren zu lassen oder zumindest so hart zu treffen, dass sie ihre Angriffe aufgibt.“ Mit Datum vom 1. April 1976 wurde eine „Operation Freakout“ beschrieben, um sie „aus ihrer Machtposition zu entfernen, so dass sie die CoS [Church of Scientology] nicht länger angreifen kann.“ Diese Operation umfasste die sechs Teilpläne. Ursprünglich waren folgende Schritte vorgesehen:
- Eine Frau sollte Coopers Stimme nachahmen und verschiedene konsularische Vertretungen arabischer Staaten in New York City telefonisch bedrohen;
- Ein Drohbrief sollte an ein arabisches Konsulat geschickt werden und so aufgemacht sein, dass der Verdacht auf Cooper fallen würde;
- Ein weibliches Scientology-Mitglied sollte als Cooper verkleidet in einer Wäscherei auftreten und Drohungen gegen den US-Präsidenten und Außenminister Henry Kissinger aussprechen. Ein weiteres Scientology-Mitglied sollte als scheinbarer Zeuge das FBI von diesen Äußerungen verständigen.

Die Operation wurde am 13. April 1976 um folgende Teilpläne erweitert:
- „Scientology-Mitglieder sollten das Vertrauen Coopers erschleichen und Informationen gewinnen, um den Erfolg der ersten drei Schritte zu bewerten;
- Ein arabisches Konsulat sollte vor angeblichen Plänen Coopers für einen Bombenanschlag gewarnt werden;
- Scientology-Mitglieder sollten Blankopapier mit Fingerabdrücken Coopers beschaffen, damit einen Drohbrief erstellen und diesen an Henry Kissinger senden.“[1]

Cooper wurde in den Einsatzplänen unter dem Codenamen „Lovely“ oder „Miss Lovely“ geführt.
Mitte der 1970er Jahre erregte eine neu gegründete große Niederlassung von Scientology in Clearwater (Florida) großes Aufsehen. 1976 berichtete die Zeitung St. Petersburg Times über missbräuchliche Prozessführung durch die Scientology-Kirche. Dies war Teil einer Serie von Berichten über Scientology, für die die Autoren 1980 mit dem Pulitzer-Preis ausgezeichnet wurden. Scientology hielt Cooper für eine Quelle der Zeitung. Daraufhin weitete Scientology seine Operationen auch auf die Zeitung, ihre Herausgeber, mit ihr verbundene Institutionen, weitere Zeitungen, die örtliche Polizei und den Bürgermeister Gabriel Cazares aus. Es wurden auch neue Operationen gegen Cooper angesetzt. Für die „Handhabung“ Coopers ordnete der Scientology-Funktionär Richard Weigand an, zunächst alle Rechtsstreitigkeiten mit Cooper durch außergerichtliche Vergleiche zum Abschluss zu bringen. Sobald sie sich in Sicherheit glaube, werde man sie „geräuschlos mit Ops [Operationen] treffen, so dass sie nicht wieder in eine Position kommen kann, die Kirche anzugreifen.“

## Durchführung

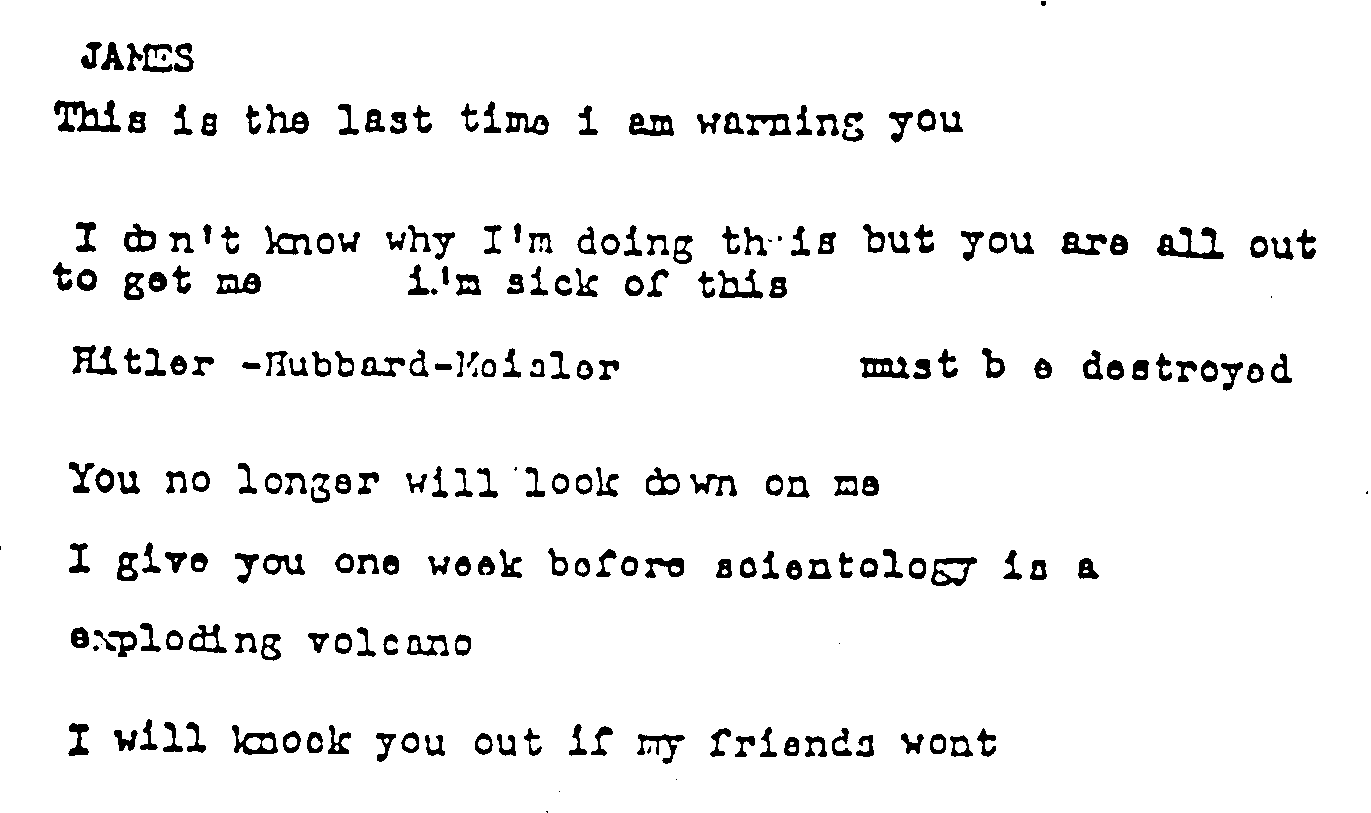
Angebliche Bombendrohung Coopers gegen Scientology-Niederlassungen

Bereits 1972 hatten sich Scientology-Mitglieder Briefpapier mit Coopers Fingerabdrücken beschafft, damit zwei schriftliche Bombendrohungen verfasst und diese an Scientology-Niederlassungen in New York geschickt. Danach gaben sie dem FBI einen Hinweis auf Cooper als angebliche Urheberin der Drohungen. Dies führte zu polizeilichen Ermittlungen gegen Cooper, die erst 1975 eingestellt wurden. In Scientology-internen Dokumenten wurde der sechste Teilplan der Operation Freakout (Drohbrief mit Coopers Fingerabdrücken) als aussichtsreich hervorgehoben, da er schon einmal funktioniert habe.
Cooper war jahrelangen Prozessen und Schikanen ausgesetzt, die sie psychisch stark belasteten, sie zeitweise arbeitsunfähig machten und dadurch auch wirtschaftlich erheblich schädigten. Sie musste sich in therapeutische Behandlung begeben. So erhielt sie wiederholt telefonische Morddrohungen. Auch Angehörige erhielten belästigende Anrufe. An den Türen von Wohnungsnachbarn wurden Schreiben angebracht, in denen ihr ansteckende Geschlechtskrankheiten unterstellt wurden und ihre Zwangsräumung verlangt wurde. Der Verlag, der ihr Buch veröffentlicht hatte, wurde mit Klagen überzogen, so dass er es vorübergehend vom Verkauf zurückzog. Wiederholt wurden ihr anonym Protokolle von Sitzungen mit ihrem Therapeuten sowie Auszüge aus ihrem privaten Tagebuch zugesandt. Diffamierende anonyme Schreiben gingen an mehrere Hundert Bewohner ihres Wohnblocks. Als sie 1972 umzog, wurden Coopers Angaben zufolge mehrere Hundert anonyme Briefe unter ihren neuen Nachbarn verteilt, in denen sie der Prostitution und des sexuellen Missbrauchs eines Kleinkindes bezichtigt wurde. Ferner sei unter geheimnisvollen Umständen ein Mann unter dem Namen „Jerry Levin“ an sie herangetreten, der sie unterstützt und ihr geholfen habe und zu dem sie ein enges Vertrauensverhältnis aufgebaut habe. Später habe sich herausgestellt, dass es sich bei dem angeblichen Levin um einen Scientology-Mitarbeiter handelte. Anonyme Anzeigen gegen Cooper wurden bei Justizbehörden und der Steuerfahndung IRS erstattet. Privatdetektive verfolgten und beobachteten sie und Familienangehörige, mutmaßliche Spione versuchten das Vertrauen ihrer Mutter zu erschleichen, um Informationen über sie abzuschöpfen. Ein Mann mit einer Pistole erschien an ihrer früheren Wohnung und bedrohte die neue Bewohnerin. In der Folge entwickelte sie eine Angststörung und Selbstmordgedanken. 1982 schätzte sie, dass sie alleine für Anwaltsgebühren 50.000 US-Dollar aufgewendet habe. Die Klagen gegen sie wurden außergerichtlich beigelegt, anschließend erhielt sie weitere Klagen wegen angeblicher Verstöße gegen die Vereinbarungen.
Ein ehemaliger Mitarbeiter des „Guardian Office“ gab im Juli 1982 eine Erklärung ab, wonach zwischen 1981 und 1982 regelmäßig Berichte über Cooper erstellt und gesammelt wurden mit dem Ziel, sie durch fortwährende missbräuchliche rechtliche Maßnahmen zu belästigen und unter Druck zu setzen. Es fand dazu ein regelmäßiger Austausch zwischen dem „Guardian Office“ in Kalifornien und dem in Boston statt. 1981 habe man Cooper wegen der „Deprogrammierung“ eines ausstiegswilligen Paares juristisch verfolgt, obwohl bekannt gewesen sei, dass sie mit diesem Vorgang nichts zu tun hatte. Der Zeuge gab außerdem an, dass er Akten gesehen habe, die im Zusammenhang mit einem Einbruch in die Praxis von Coopers Therapeuten standen. Das „Guardian Office“ habe große Menge belastender Akten über die Operationen gegen Cooper im Oktober 1977 auf Anweisung einer vorgesetzten Stelle vernichtet. Auch Coopers Rechtsanwalt Michael Flynn sei mit seinem ersten Auftreten für seine Mandantin über zweieinhalb Jahre lang Ziel von Belästigungen und Störungen geworden. So habe man Hunderte Telefonanrufe getätigt, in denen er beschuldigt wurde, Mandantengelder veruntreut und den Ehemann einer Klientin getötet zu haben. Das Ziel sei es gewesen, ihn von Cooper zu trennen, Ermittlungen gegen ihn einleiten zu lassen und die Anwaltskammer zu involvieren. Es sei buchstäblich jeder Anwalt und Klient, den man habe ermitteln können, mit Anrufen überzogen worden. Dazu habe Scientology regelmäßig den Müll von Flynns Kanzlei durchsucht und versucht, Agenten in Flynns Büro und in seinen Bekanntenkreis einzuschleusen. Es sei verdeckt Kontakt mit seinen Mitarbeitern aufgenommen worden, um sie zu beeinflussen und auszufragen. Alle gewonnenen Informationen seien praktisch täglich abgeglichen worden, um Flynns nächste Schritte voraussagen zu können.

## Aufklärung
Ermittlungen des FBI zur Scientology-Operation Operation Snow White führten 1977 zu Durchsuchungen von Niederlassungen der Scientology-Kirche in Los Angeles, bei denen zahlreiche Akten sichergestellt wurden. Dabei wurden die Pläne für die Operation Freakout gefunden, die Cooper vollständig entlasteten. Die Ermittlungen führten zur Anklageerhebung gegen elf Personen aus Scientology-Kreisen. Am 26. Oktober 1979 wurden neun Personen wegen Diebstahls amtlicher Dokumente über Scientology verurteilt. Das Gericht ordnete die Veröffentlichung der gestohlenen Dokumente an. Scientology-Sprecher Dennis McKenna sprach von einer „verdeckten“ Aktion Coopers, des FBI und anderer US-Bundesbehörden, um Scientology zu schaden. Die Scientology-Kirche hatte nach Zeugenangaben eidesstattliche Versicherungen ihrer in die Aktionen verwickelten Mitarbeiter vorbereitet, in denen diese angaben, sie seien aus eigenem Antrieb und ohne Wissen der Scientology-Kirche tätig geworden.
Der Stadtrat von Clearwater (Florida), alarmiert durch die Aktivitäten der Scientology-Niederlassung in Clearwater, setzte eine Untersuchungskommission ein, vor der Cooper im Mai 1982 umfassend über die gegen sie gerichteten geheimdienstlichen Operationen von Scientology aussagte. Der angebliche „Jerry Levin“, der sich Mitte der 1970er Jahre ihr Vertrauen erschlichen habe, sei später unter dem Namen „Don Alberto“ erneut als Geheimagent für Scientology tätig geworden und habe unter anderem Wanzen in Räumen der Steuerbehörde IRS angebracht. Coopers Anwalt machte ferner Angaben über eine Scientology-Aktion unter dem Decknamen Operation Owl.
2013 gestand ein Mann namens Len Zinberg, in den 1970er Jahren als Scientology-Mitglied Cooper ausspioniert zu haben und am Diebstahl ihres Tagebuchs beteiligt gewesen zu sein. Die Scientology-Kirche habe ihn seinerzeit davon überzeugt, dass sie die schlimmste Person auf der Welt sei. Er drückte seine Reue aus und bat sie um Entschuldigung.

## Folgen
Cooper erhob 1981 vor einem US-amerikanischen Bundesgericht eine Schadenersatzklage gegen Scientology in Höhe von 25 Millionen US-Dollar. Bis etwa 1985 waren laut Karin Pouw, Sprecherin der Scientology-Kirche alle juristischen Auseinandersetzungen zwischen Cooper und Scientology durch außergerichtliche Einigungen beigelegt. Die Sprecherin stellte in den Raum, dass Cooper an einer psychischen Störung leide. Cooper äußerte 2015, dass die gegen sie gerichtete Kampagne es ihr seither schwer mache, Bekanntschaften zu schließen. Bis heute würden verdächtige Personen Kontakt mit ihr aufnehmen, meist unter dem Vorwand, Arbeiten über Scientology verfassen zu wollen. Flüge würden von Unbekannten storniert, einmal sei der Safe in ihrem Hotelzimmer manipuliert worden, und man habe im Waschbecken einen Handschuh zurückgelassen, um sie einzuschüchtern.

## Rezeption
Soziologen der University of Alberta behandelten den Fall 2008 in einer Forschungsarbeit. Sie beschrieben die gegen Cooper ergriffenen Maßnahmen als exemplarische Durchführung der von Scientology-Gründer L. Ron Hubbard formulierten Taktiken und Handlungsanweisungen zur Bekämpfung von Scientology-Kritikern, insbesondere der Fair Game-Politik und anderer Richtlinien, die unter Namen wie „Dead Agenting“ und „Black Publicity“ bzw. „Black PR“ bekannt sind.